# Канелонес
Канелонес (на испански: Canelones) е град с надморска височина 29 метра, административен център на департамента Канелонес, Уругвай. Населението на града е 19 865 души (2011 г.).